# Romeinse schildjes
Romeinse schildjes (Fibigia clypeata) is een soort uit de kruisbloemenfamilie (Brassicaceae).

## Ecologie
Romeinse schildjes groeit op droge, meso-oligotrofe tot oligotrofe, kalkrijke standplaatsen.

### Syntaxonomie
Romeinse schildjes staat te boek als diagnostische soort voor de klasse van kalkgraslanden.

## Verspreiding
Het natuurlijke verspreidingsgebied van de soort strekt zich ruwweg uit over het oostelijke deel van het Middellandse Zeegebied tot in Zuidwest-Azië.

## Cultivatie
Romeinse schildjes wordt soms gekweekt als sierplant.